# Lautenthaler Gangzug

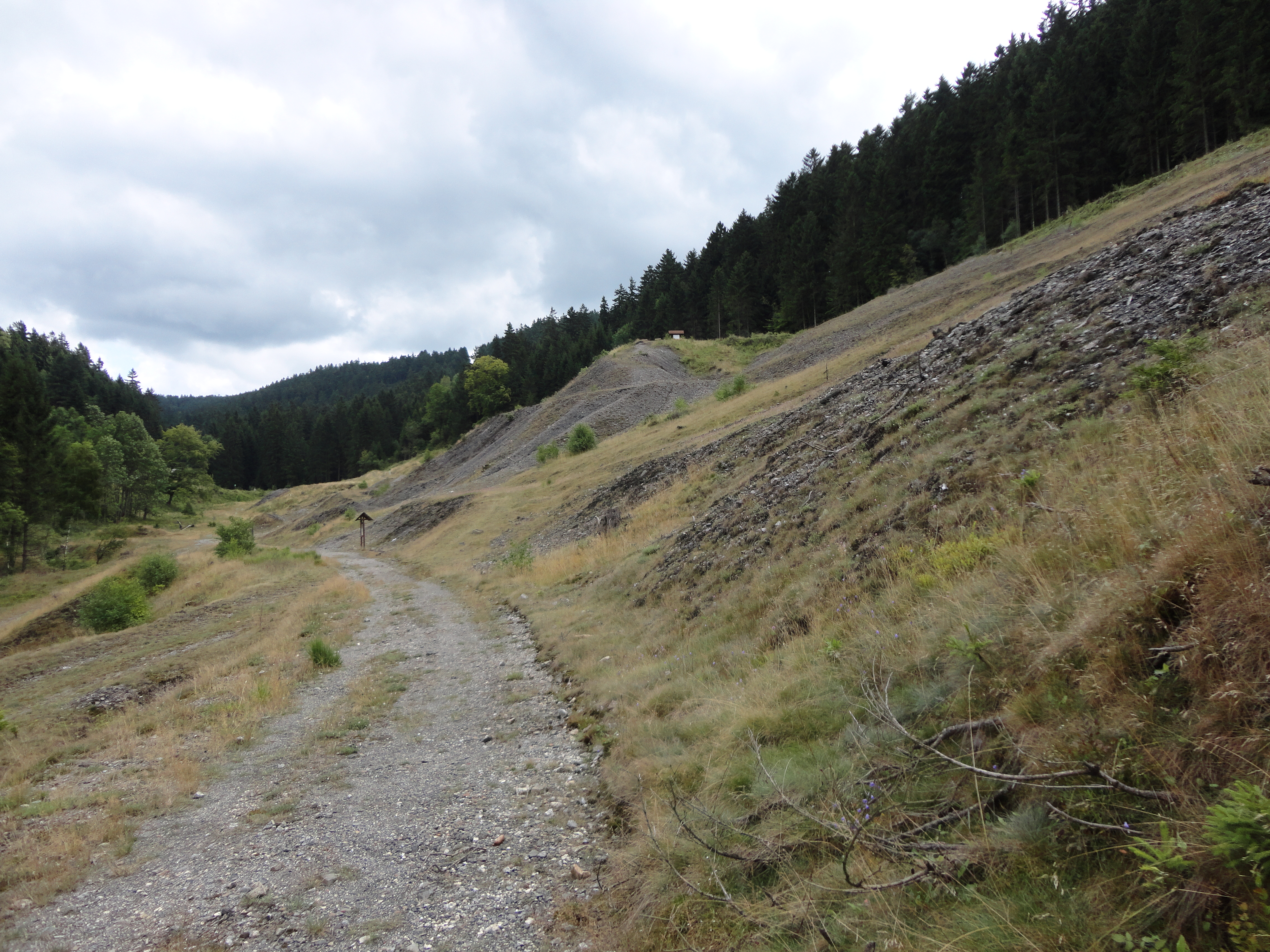
Haldenlandschaft am Kranichsberg im Verlauf des Lautenthaler Gangzug

Der auf 7 km Länge bekannte Lautenthaler Gangzug ist eine von Seesen bis hinter Lautenthal reichende Störung in einer Gesteinsspalte im nordwestlichen Harz. Der Lautenthaler Gangzug zählt zu den Oberharzer Erzgängen. Seine Erzvorkommen waren die Basis eines umfassenden Bergbaus auf Schwer- und Edelmetalle nachweislich von 1530 bis zur Einstellung der letzten Untersuchungsarbeiten im Jahr 1957. Die Gruben am Kranichsberg und am Bromberg standen von 1685 bis in das 19. Jahrhundert ununterbrochen in Ausbeute. Im 20. Jahrhundert erlangten die vom älteren Bergbau stehengelassenen Zinkblendevorkommen eine größere Bedeutung. Der Lautenthaler Gangzug war im Bereich der ehemaligen Bergstadt Lautenthal über eine streichende Länge von fast zwei Kilometern und stellenweise bis in eine Teufe von über 600 Metern bauwürdig mit sulfidischen, silberhaltigen Blei- und Zinkmineralien vererzt. Die Erzmittel lagen in einer Aufblätterungszone zwischen dem Bromberger Schacht im Westen und der Grube Herzog Ferdinand Albrecht im Osten. Das Bromberger Erzmittel war durch eine etwa 100 Meter lange Vertaubungszone direkt unter dem Bett der Innerste vom Lautenthaler Erzmittel unter dem Kranichsberg getrennt. An einzelnen Gängen waren unter dem Kranichsberg der Abendsterner, Alte Bergsterner, Brombergs Glücker, Güte des Herrner, Lautenthaler Hoffnungs-, Lautenthals Glücker, Leopolder, Neuer Bergsterner und Jacober Gang bekannt. Der Lautenthaler Gangzug geht am Hahnenkleer Berg in den Hahnenkleer Gangzug über.

## Verlauf (projiziert auf die Tagesoberfläche)
Der westliche Verlauf ist bis an den Ortsrand von Seesen am Westrand des Harzes bekannt.
Seesener Kurpark – Hausschildberg – Rosental (hier Anscharung mit dem Bischofstaler Gang, der ab hier parallel zum Lautenthaler Gangzug verläuft, um sich mit diesem am Hahnenkleer Berg zum Hahnenkleer Gangzug zu vereinen) – Schacht Sternplatz – Kleines Schlackental – Kleiner Bromberg (Bromberger Erzmittel) – Kranichsberg (Lautenthaler Erzmittel, Aufblätterung in zahlreiche Nebengänge/Trümer bis zur Schwarzen Grube) – Ostschacht (Anscharung mit dem Bockwieser Gangzug/Diagonalgang) – Hahnenkleer Berg.

## Paragenese, Besonderheiten
Der Lautenthaler Gangzug verfügte über bedeutende Erzmittel mit reicher Galenit- und Sphaleritfüllung von durchschnittlich 2,5 Meter Mächtigkeit. Insgesamt war die Gangfüllung bis zu 90 Meter stark. Älteren Überlieferungen zufolge waren an der Oberfläche nesterartig auch reiche Silbermineralien vorhanden. Bestimmte lokale Bereiche, wie der Leopolder Gang waren zu Beginn der modernen, wissenschaftlichen Lagerstättenforschung bereits vollständig abgebaut, so dass hierfür keine mineralogischen Beschaffenheiten mehr bekannt sind. An Gangarten stand vor allem massiv Calcit (Kalkspat) an, der selbst als Wegebaumaterial (=Pochkies) abgebaut wurde.

## Aufschlüsse
Übertägig ist der Lautenthaler Gangzug in der Nähe der Waldgaststätte Maaßener Gaipel sichtbar. Untertägig erkennbar ist der Gangzug im Besucherbergwerk oberhalb der Rolle (im Museumsjargon „Bolzenschrotschacht“). Nur für Fachleute zugänglich sind die mächtigen Kalkspatmittel und Erzreste auf dem Ernst-August-Stollen-Niveau (sogenannte „Spatfirste“) und „westliche Untersuchungsstrecke“. Im Bereich des Bromberger Erzmittels (z. B. „Querschlag 500 W“) steht noch Zinkblende und Chalkopyrit an.

## Bergbaugeschichtlicher Überblick

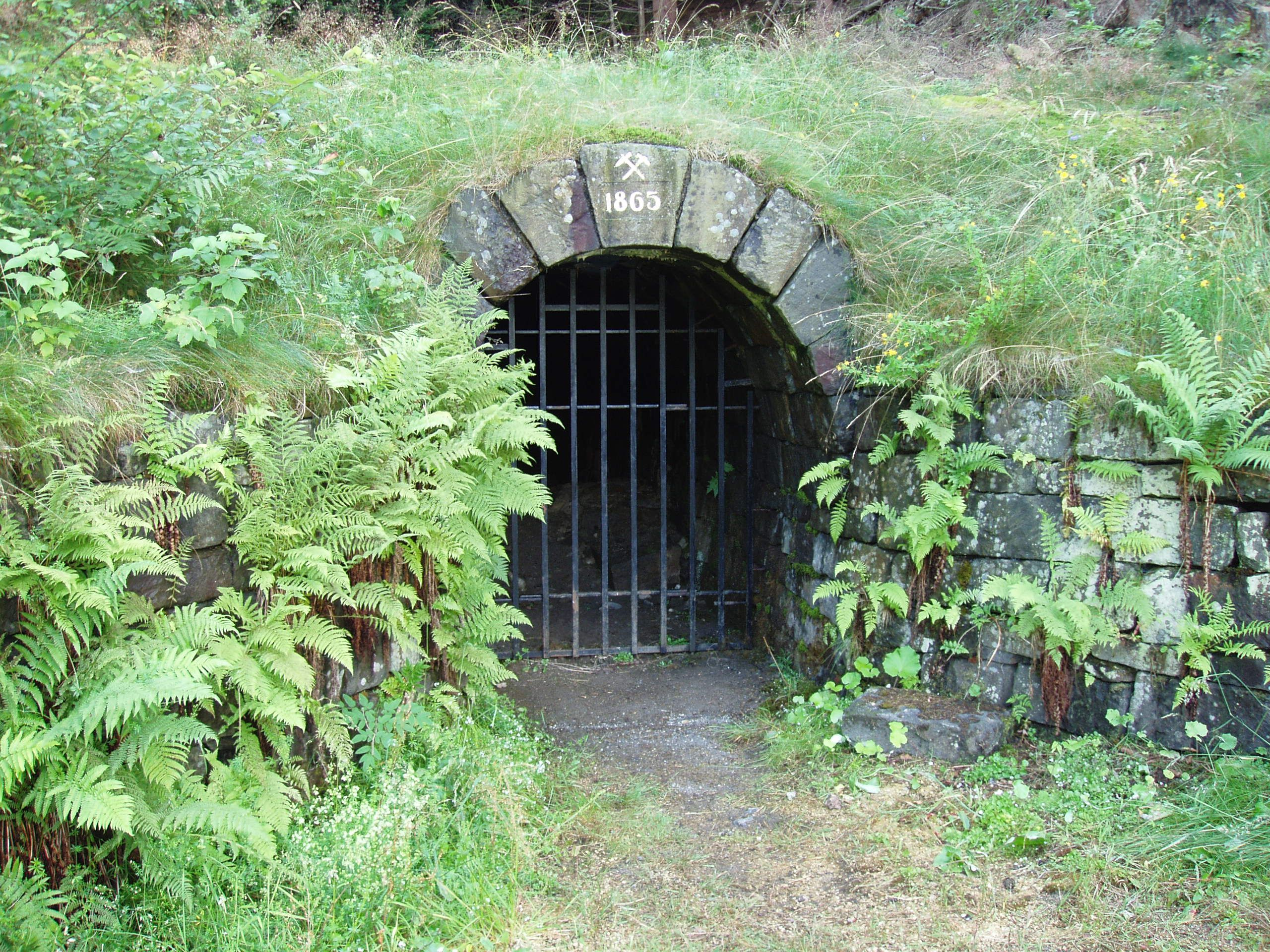
Stollenmundloch (Maaßener Erzläufer) am Kranichsberg

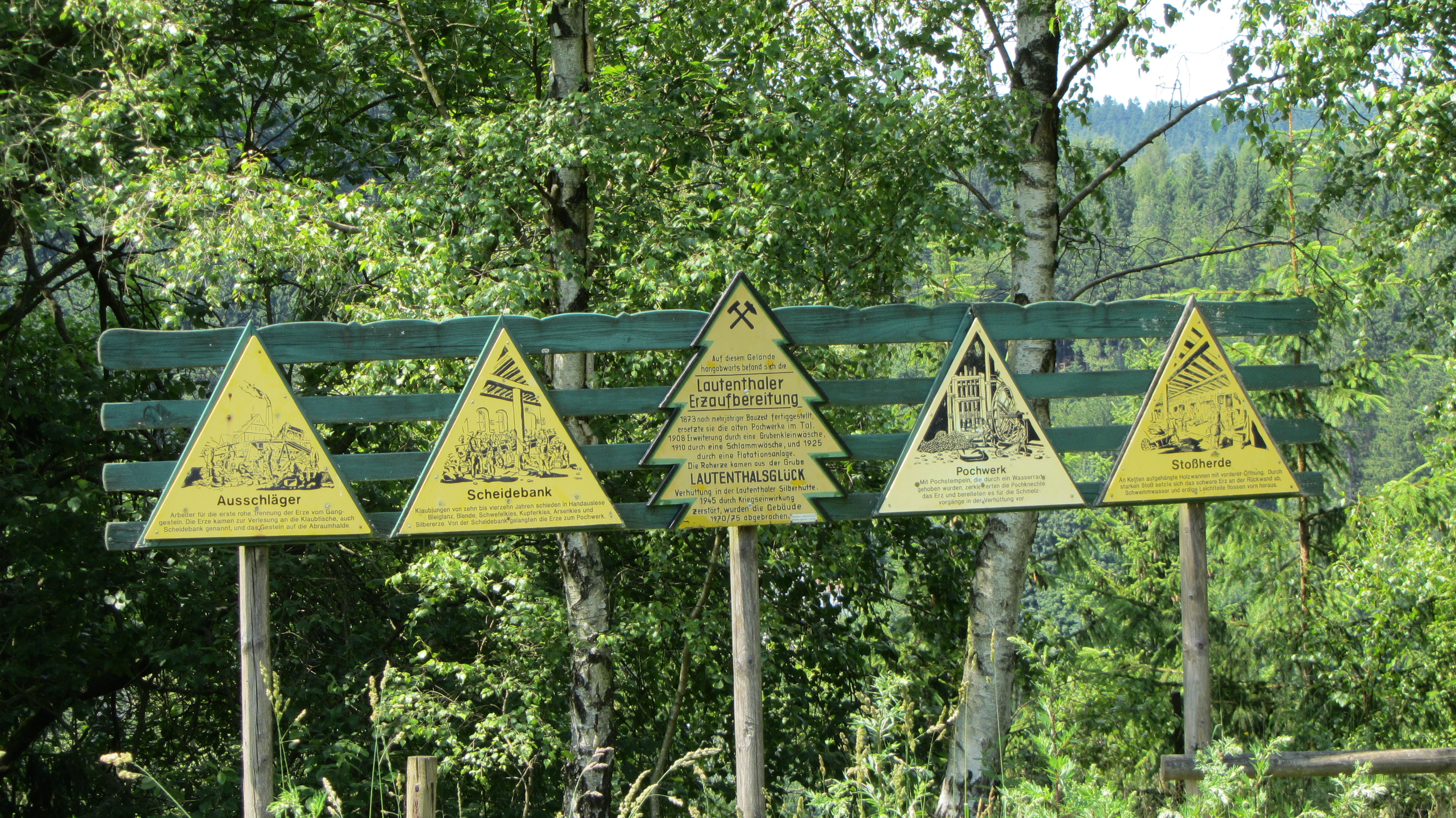
Dennert-Tannen zur Erzaufbereitung in Lautenthal

Wahrscheinlich wurde auf den Ausbissen des Lautenthaler Gangzuges schon im Mittelalter Bergbau betrieben. Auf einem Kupferstich von 1608 erscheint die Grube St. Jakob. Die meisten Grubenfelder wurden in der Folgezeit mit der stadteigenen, 1685 gegründeten Grube Lautenthals Glück vereint, die ab 1817 das zentrale Bergwerk (ab 1923 „Erzbergwerk Lautenthal“) bildete und schließlich in den preußischen Staatsbesitz überging. Der 1549 bis 1612 aufgefahrene, rund einen Kilometer lange, Tiefe-Sachsen-Stollen verband die Gruben auf dem Niveau des Innerstetales miteinander und sorgte bis zum Anschluss an den Ernst-August-Stollen  im Jahr 1880, 160 m darunter, für eine natürliche Entwässerung der Bergwerke.
Zu Beginn des 20. Jahrhunderts erfolgte noch eine Modernisierung der Förderung und der Erzaufbereitung, als die bekannten Vorkommen bei gleichzeitigen Verfall der Metallpreise zur Neige gingen. Dabei ersetzte ab 1873 die neue Lautenthaler Erzaufbereitung die alten Pochwerke im Tal. Diese neuen Anlagen wurden 1908 durch eine Grubenkleinwäsche, 1910 durch eine Schlammwäsche und zuletzt 1925 durch eine Flotationsanlage erweitert. Der letzte Betreiber Preussag investierte in ein Untersuchungsprogramm und teufte 1922 im westlichsten Bereich den Schacht Sternplatz ab. Im Jahr 1930 wurde offiziell die Förderung in Lautenthal aus wirtschaftlichen Gründen eingestellt, aber die Erkundung der tieferen Zonen des Lautenthaler Erzmittels bis 1936 fortgeführt. Bis 1945 wurde tagesnah bis zur „4. Strecke“ (Sohle) stehengebliebene Zinkblende abgebaut. Im gleichen Jahr wurde die Erzaufbereitung durch Kriegseinwirkung zerstört. Trotzdem fuhr man bis 1957 auf dem Niveau des Ernst-August-Stollens Untersuchungsstrecken nach Westen bis unter den Schacht Sternplatz auf. Da der gewünschte Erfolg ausblieb, wurden schließlich alle Aktivitäten beendet. In den frühen 1970er Jahren erfolgte der Abriss der Gebäude zur Erzaufbereitung und seit 1976 ist die Grube Lautenthals Glück als Besucherbergwerk erschlossen.